# 塔茲韋爾縣 (伊利諾伊州)
塔茲韋爾縣（英語：Tazewell County）是美国伊利諾伊州中部的一個縣，面積1,704平方公里。根據2020年美國人口普查，共有人口13萬1,343人。縣治北京（Pekin）。該縣成立於1827年1月31日，縣名紀念國會議員、維珍尼亞州州長利特爾頓·沃勒·塔茲韋爾。